# Thrips brevialatus
Thrips brevialatus är en insektsart som beskrevs av Nakahara 1994. Thrips brevialatus ingår i släktet Thrips och familjen smaltripsar. Inga underarter finns listade i Catalogue of Life.